# Германович, Светлана Викторовна
Светла́на Ви́кторовна Германо́вич (род. 21 сентября 1986, Темиртау, Карагандинская область) — мастер спорта Республики Казахстан международного класса по академической гребле.

## Биография
тренируется у главного тренера сборной Казахстана по академической гребле Засл.тр. РК Анны Белоноговой.
На Азиаде 2010 года в паре с Оксаной Назаровой завоевала «серебро». А в четвёрке с Екатериной Артемьевой, Оксаной Назаровой и Марией Филимоновой завершили гонку третьими.
Лицензию на Олимпийские игры 2012 года завоевала, заняв 4-е место на чемпионате Азии по академической гребле в Чунджу (Южная Корея).
На Олимпиаде выступила в финале E, где стала первой. В общем зачёте Германович стала 25-й.